# Ve jménu Angela
Ve jménu Angela (v anglickém originále Avenging Angelo) je americký akční film z roku 2002. Režisérem filmu je Martyn Burke. Hlavní role ve filmu ztvárnili Sylvester Stallone, Madeleine Stowe, Anthony Quinn, Raoul Bova a Harry Van Gorkum.

## Děj
Před lety mafiánský boss Lucio Malatesta svalil vraždu rivala Sammyho Carboniho na svého dalšího rivala, Angela Allieghieriho. To vedlo k tomu, že Sammyho syn Gianni přísahal pomstu.
Frankie Delano celý život chrání Angela a jeho dceru Jennifer Barrett, která netuší, že je Angelovou dcerou. Její manžel Kip poslal jejich syna Rawleyho do internátní školy a Jennifer trpí jeho nevěrami.
Po Angelově vraždě nájemným zabijákem Brunem se Frankie Jennifer představí a odhalí její pravý původ. Jennifer, šokovaná pravdou o svém otci i manželovi, uvěří až po zhlédnutí videa, které jí Angelo zanechal.
Nechce ale ochranku, natož Frankieho. Opustí Kipa a zamiluje se do italského spisovatele Marcella. Frankie mu nedůvěřuje, ale drží se stranou.
Když Jennifer přežije několik pokusů o atentát, Frankie usoudí, že je bezpečné nechat ji s Marcellem odjet do Itálie. Jenže Marcello je ve skutečnosti Gianni Carboni, který nechal Angela zabít a teď chce zavraždit i Jennifer.
Frankie ji musí zachránit ještě jednou.

## Obsazení
| Sylvester Stallone | Frankie Delano               |
| Madeleine Stowe    | Jennifer Allieghieri Barrett |
| Anthony Quinn      | Angelo Allieghieri           |
| Raoul Bova         | Marcello/Gianni Carboni      |
| Harry Van Gorkum   | Kip Barrett                  |
| Billy Gardell      | Bruno                        |
| George Touliatos   | Lucio Malatesta              |
| Angelo Celeste     | kněz                         |